# C-Murder
C-Murder, pseudonimo di Corey Miller (New Orleans, 9 marzo 1971), è un rapper e attore statunitense.
Inizialmente ha guadagnato fama a metà degli anni '90 come parte dell'etichetta No Limit Records di suo fratello Master P, principalmente come membro del supergruppo dell'etichetta, TRU. Miller ha continuato a pubblicare diversi album da solo attraverso l'etichetta, tra cui il platino del 1998 Life or Death. C-Murder ha pubblicato complessivamente nove album su sei diverse etichette, No Limit Records , TRU Records, Koch Records, Asylum Records e RBC Records.

## Biografia
Nato a New Orleans (Louisiana), è fratello di Master P e di Silkk the Shocker. Inoltre è zio di Lil' Romeo e di Cymphonique Miller.

## Carriera
Dal 1992 è membro del gruppo rap TRU, insieme ai suoi due fratelli e ad altri artisti.
C-Murder ha pubblicato nove album per sei diverse etichette discografiche: No Limit Records, TRU Records, Koch Records, Asylum Records, RBC Records e Venti Uno. Il suo primi due dischi Life or Death e Bossalinie risultarono successi in patria. Nel suo terzo album in studio Tripped in Crime collaborò con vari artisti di rilievo nella scena hip hop, come Snoop Dogg e Mystikal. Nei primi anni 2000 collabora con i 504 Boyz.
Appare nei film Da Game of Life (1998), I'm Bout It (1997) e Hot Boyz (2000).
Nel 2002 venne arrestato per aver ucciso un suo fan sedicenne durante una rissa in un locale.  Successivamente si alternarono periodi e varie pene con periodi passati in prigione, durante i quali il rapper pubblicò 3 album, che non riscossero alcun successo. Infine la sentenza venne decisa e condannò il rapper alla prigione a vita.

## Discografia solista
- 1998 - Life or Death
- 1999 - Bossalinie
- 2000 - Trapped in Crime
- 2001 - C-P-3.com
- 2005 - The Truest Shit I Ever Said
- 2008 - Screamin' 4 Vengeance
- 2009 - Calliope Click Volume 1
- 2010 - Tomorrow
- 2015 - Ain't No Heaven In the Pen